# Pailhès (Ariège)
Pailhès é uma comuna francesa na região administrativa de Occitânia, no departamento de Ariège.